# Mykolas Sleževičius
Mykolas Sleževičius (ur. 21 lutego 1882 koło Rosieniów, zm. 11 listopada 1939 w Kownie) – litewski polityk ery międzywojennej, z wykształcenia prawnik i dziennikarz, działacz chłopski, kilkakrotny premier Litwy (1918–1919, 1926). 

## Życiorys
W 1901 roku ukończył gimnazjum w Mitawie, po czym studiował prawo na uniwersytecie w Odessie. Wcześnie zaangażował się w ruch socjalistyczny: w 1905 roku wziął udział w rewolucji rosyjskiej. Po powrocie na Litwę przystąpił do lokalnej Partii Demokratycznej. Pracował jako dziennikarz w „Lietuvos ūkininkas" (1907–1912) i „Lietuvos Žinios" (1910–1912), później jako prawnik. 
W 1917 roku został wykluczony z Litewskiej Socjalistycznej Partii Chłopskiej ze względu na konflikt co do idei niepodległości Litwy – Sleževičius opowiadał się za niezależnością kraju od Rosji. 
W latach 1917–1918 przewodniczył Najwyższej Radzie Litewskiej w Rosji. Podczas rewolucji w 1918 roku uwięziony przez bolszewików, po zwolnieniu wrócił na Litwę. Od grudnia 1918 do marca 1919 oraz od kwietnia do października 1919 roku sprawował funkcję premiera Litwy. W tym czasie Polska Organizacja Wojskowa planowała przeprowadzenie zamachu stanu i obalenie antypolskiego rządu Sleževičiusa.
Zasiadał w Sejmach I, II i III kadencji (1922–1927) jako reprezentant Partii Chłopskiej (Lietuvos Valstiečių Liaudininkų Sąjunga).
Po wygranej ugrupowań lewicowych w maju 1926 roku został mianowany premierem Litwy oraz jej ministrem spraw zagranicznych i sprawiedliwości, które to stanowiska piastował do zamachu z 17 grudnia 1926 roku. Za rządów Sleževičiusa został podpisany 28 września 1926 w Moskwie litewsko-radziecki pakt o nieagresji, ostro krytykowany przez litewską prawicę. 
Po odejściu z polityki pracował w Kownie jako prawnik, związał się też z lokalnym teatrem miejskim jako aktor i reżyser.